# Carl Thomas (cestista 1976)
Carl Emanuel Thomas (Saint Croix, 7 settembre 1976) è un ex cestista americo-verginiano.

## Carriera
Con le Isole Vergini Americane ha disputato i Campionati americani del 2001.